# Puerto Tejada (kommun)
Puerto Tejada är en kommun i Colombia.   Den ligger i departementet Cauca, i den västra delen av landet, 300 km sydväst om huvudstaden Bogotá. Antalet invånare är 44 324. Arean är 368 kvadratkilometer.
Terrängen i Puerto Tejada är huvudsakligen platt, men åt sydost är den kuperad.